# Archive for Small Press & Communication

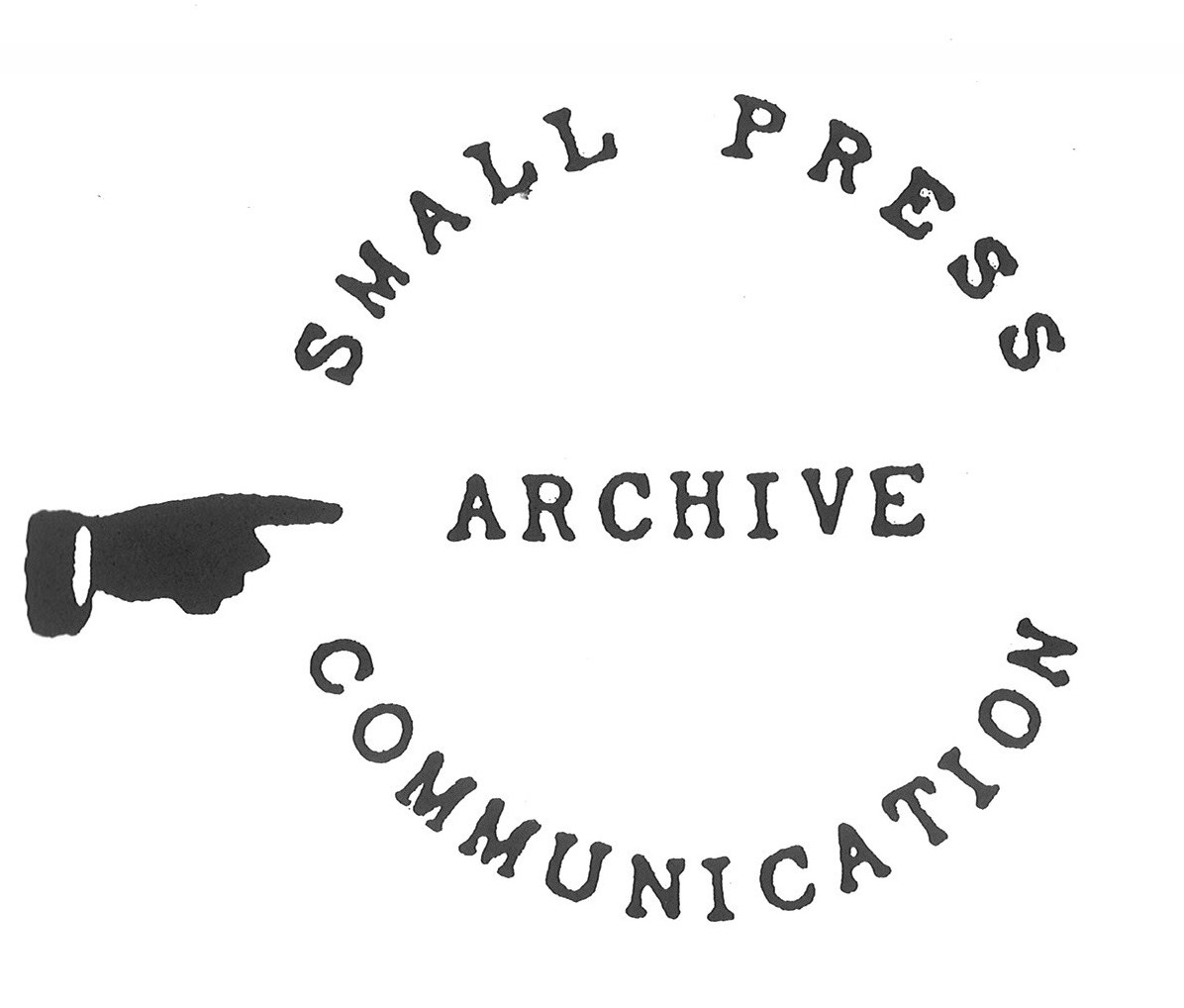
Archive for Small Press & Communication

Das Archive for Small Press & Communication (ASPC) ist eine von Anne Marsily und Guy Schraenen 1974 in Antwerpen, Belgien, gegründete Kunstsammlung, die Werke aus allen Sparten der zeitgenössischen Kunst sammelt und dokumentiert, die unabhängig von der offiziellen Kunstszene in künstlerischer Eigeninitiative entstehen.
Vertreten sind alle bedeutenden künstlerischen Richtungen seit den 1960er Jahren, wie Conceptual Art, Fluxus, Land Art, Minimal Art, Pop Art oder Konkrete Poesie. Seit 1974 gab das ASPC kontinuierlich Publikationen heraus, produzierte Radioprogramme, organisierte Ausstellungen, Vorträge und Symposien.
Die 1960er und 70er Jahre bilden zeitlich den Schwerpunkt dieses Archivs, wodurch in all ihren Facetten eine außergewöhnlich interessante und homogene Sammlung entstanden ist. Sie manifestiert die Kunst in der künstlerisch und politisch wichtigsten Periode der zweiten Hälfte des 20. Jahrhunderts.
Zu finden sind Werke von Künstlern wie zum Beispiel Ben, Christian Boltanski, Marcel Broodthaers, Daniel Buren, James Lee Byars, John Cage, Ulises Carrión, Henri Chopin, Mirtha Dermisache, Hanne Darboven, Robert Filliou, Dan Graham, Sol LeWitt, Richard Long, Roman Opalka, Dieter Roth, Daniel Spoerri, Timm Ulrichs, Bernard Villers, Andy Warhol und Lawrence Weiner.
Das ASPC wurde 1999 vom Neuen Museum Weserburg Bremen erworben. Bis 1999 war der Gründer des ASPC, Guy Schraenen, in diesem Museum verantwortlich für den Aufbau der Sammlung Künstlerbücher und organisierte über 25 thematische Ausstellungen und Einzelausstellungen. Heute ist er Kurator und verantwortlich für ähnliche Sammlungen in den Museen Serralves (Porto), MACBA (Barcelona) und Museo Reina Sofía (Madrid).